# 1900 au cinéma
| Années du cinéma : 1897 - 1898 - 1899 - 1900 - 1901 - 1902 - 1903    |
| Décennies du cinéma : 1870 - 1880 - 1890 - 1900 - 1910 - 1920 - 1930 |

Cet article présente les faits marquants de l'année 1900 au cinéma.

## Évènements
- 11 janvier : Henri Joly dépose un brevet pour un système de  « mouvement synchronique de rotation de deux mobiles applicable aux appareils cinématographique et phonographique combinés » mis au point avec la participation d'Ernest Normandin. Ils présentent leur système de cinéma parlant au théâtre de la Grande Roue, à Paris, où ils projettent une saynète intitulée Lolotte. Il fonde le 6 février une éphémère « Société anonyme du Biophonographe » qui exploite le système[1].

- Paris : les premières actualités cinématographiques sont présentées au cinéma Olympia après les attractions.
- Les frères Lumière effectuent des projections sur un écran de vingt mètres sur quinze mètres.
- La maison Berthon présente le Phonorama qui permet de synchroniser l'image et le son. On a pu voir et entendre Mme Sarah Bernhardt.
- Raoul Grimoin-Sanson présente son Cinéorama à l'occasion de l'exposition universelle de Paris sur un écran circulaire, balayé par dix projecteurs synchronisés.
- Georges Méliès multiplie les tournages de films à trucages : cinquante et un films dans l'année.

## Principaux films de l'année

### France
- Au bal de Flore et La Danse des saisons d'Alice Guy (Studios Gaumont).
- Le Déshabillage impossible de Georges Méliès (Studios Star Film).
- Guillaume Tell d'Alice Guy (Studios Gaumont).
- L'Homme orchestre de Georges Méliès (Studios Star Film).
- Jeanne d'Arc, par Georges Méliès
- Danse indienne, de Gabriel Veyre (Société Lumière), plus ancien film tourné en sol québécois à avoir été conservé[2].

### États-Unis
- The Enchanted Drawing, par James Stuart Blackton (Studios Vitagraph).

### Grande-Bretagne
- La Loupe de grand-maman, par George Albert Smith (Studios G.A.S Films).
- L'attaque d'une mission  en Chine, par  George Albert Smith

## Principales naissances
- 2 janvier : William Haines, acteur américain (± 26 décembre 1973).
- 7 janvier : Robert Le Vigan, acteur français († 12 octobre 1972).
- 4 février : Jacques Prévert, scénariste français († 11 avril 1977).
- 21 février : Madeleine Renaud, comédienne française († 23 septembre 1994).
- 22 février : Luis Buñuel, cinéaste espagnol († 29 juillet 1983).
- 26 février : Jean Negulesco, réalisateur américain d'origine roumaine († 18 juillet 1993).
- 3 mars : Edmond Beauchamp, acteur français († 3 juin 1985)
- 6 mars : Henri Jeanson, scénariste français († 6 novembre 1970).
- 5 avril : Spencer Tracy, acteur de cinéma américain († 10 juin 1967).
- 12 avril : Michel Duran, acteur, auteur, dialoguiste et scénariste français († 18 février 1994).
- 5 mai : Max Elloy, acteur français († 16 janvier 1975).
- 12 mai : Hélène Weigel, comédienne allemande († 6 mai 1971).
- 2 juin : Pierre Mingand, acteur français († 19 août 1982)
- 29 juin : Camille Guérini, acteur français († 15 avril 1963)
- 3 juillet : Alessandro Blasetti, réalisateur italien († 1er février 1987).
- 16 juillet : Marcel Duhamel, acteur, scénariste et réalisateur français († 6 mars 1977).
- 27 juillet : Charles Vidor, réalisateur américain († 4 juin 1959).
- 8 août : Robert Siodmak, réalisateur américain († 10 mars 1973).
- 9 août : Charles Farrell, acteur américain (± 6 mai 1990).
- 10 août : Norma Shearer, actrice canadienne († 12 juin 1983).
- 14 septembre : Robert Florey, réalisateur américain, d'origine française († 16 mai 1979).
- 5 octobre : Varvara Miasnikova, actrice soviétique († 25 avril 1975).
- 10 octobre : Helen Hayes, actrice américaine (± 17 mars 1993).
- 15 octobre : Mervyn LeRoy, réalisateur, producteur, acteur et scénariste américain († 13 septembre 1987).
- 17 octobre : Jean Arthur, actrice américaine († 19 juin 1991).
- 6 décembre : Agnes Moorehead, actrice américaine († 30 avril 1974).
- 13 décembre : Norman Foster, réalisateur, acteur et scénariste américain († 7 juillet 1976).
- 22 décembre : Marc Allégret, cinéaste français († 4 novembre 1973).
- 23 décembre : Marie Bell, actrice française († 14 août 1985).